# Zbiornik Pogoria III
Zbiornik Pogoria III – zbiornik poeksploatacyjny (popiaskowy) w zlewni cieku Pogoria (zob. Zbiorniki Pogoria), pochodzący z lat 70. XX wieku (lata 1973–1975). Powierzchnia lustra wody przy maksymalnym poziomie piętrzenia wynosi 208 ha, długość – 2,0 km, szerokość średnia – 1,0 km, szerokość maksymalna – 1,5 km, wskaźnik wydłużenia zbiornika – 1,34. Linia brzegowa ma długość 6 km. Jezioro poeksploatacyjne ma pojemność 12 mln m³, przy czym głębokość średnia wynosi 5,8 m, a maksymalna ok. 16 m.
Zbiornik spełnia funkcje przyrodnicze i krajobrazowe mimo statusu rezerwowego źródła wody do celów przemysłowych (pobór wody na szerszą skalę zaniechany od połowy lat 90. XX w. był przyczyną wahań stanów wody o amplitudzie przekraczającej 1 m). Posiada słabo rozwiniętą bazę noclegową i dobrze rozwiniętą bazę gastronomiczną, a także towarzyszącą, co nie przeszkadza pełnić funkcji turystyczno-rekreacyjnych. Jest miejscem uprawiania wędkarstwa, żeglarstwa, sportów wodnych i nurkowania. W obrębie zbiornika objętego tzw. strefą ciszy zorganizowano kąpieliska, trasy rowerowe, szlaki spacerowe z możliwością uprawiania sportów. Pogoria III jako największy akwen w zlewni Pogorii posiada również niewielkie znaczenie przeciwpowodziowe. Jest chętnie odwiedzanym miejscem, szczególnie latem.

## Galeria

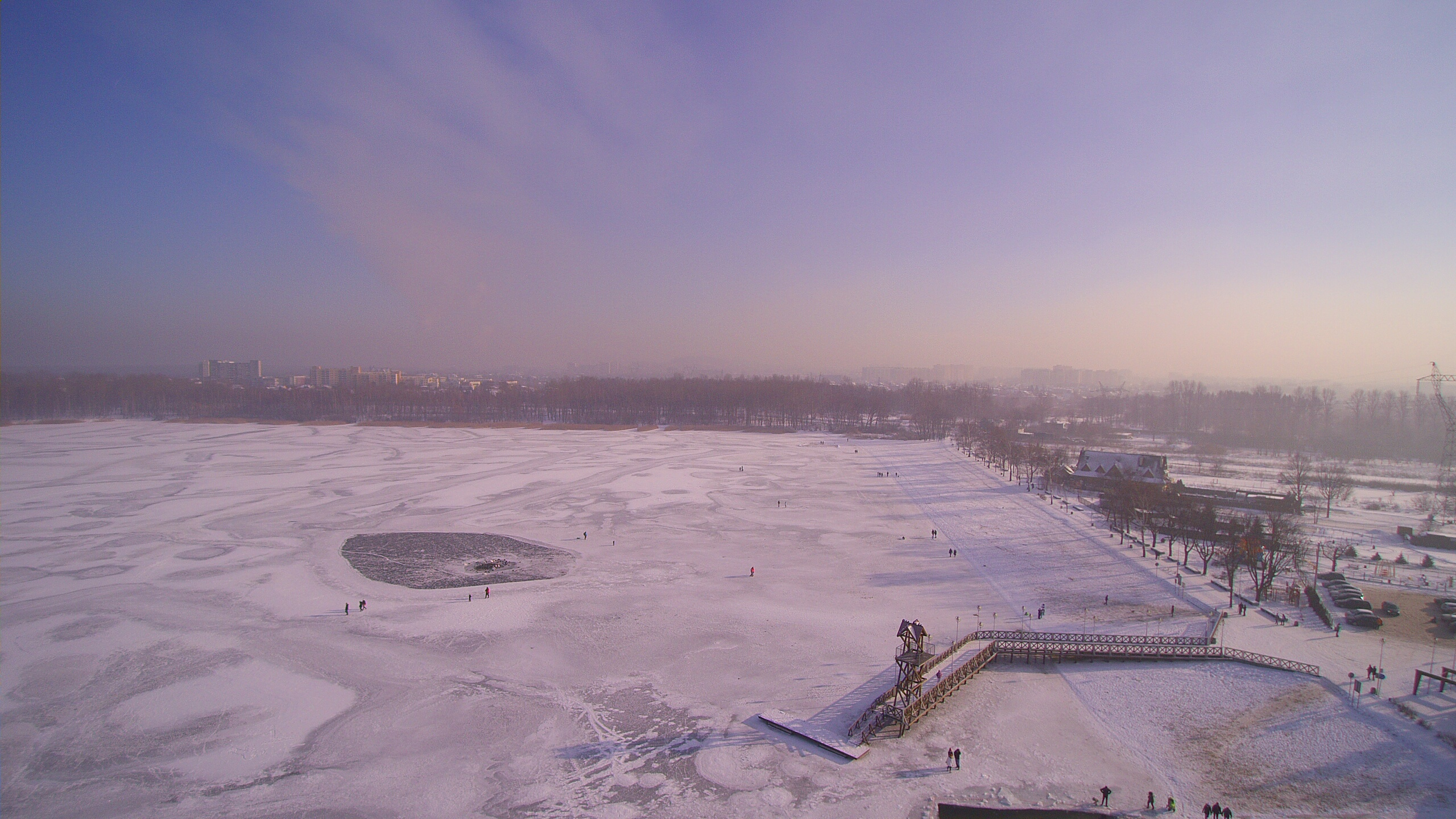
Jezioro Pogoria III zimą z lotu ptaka
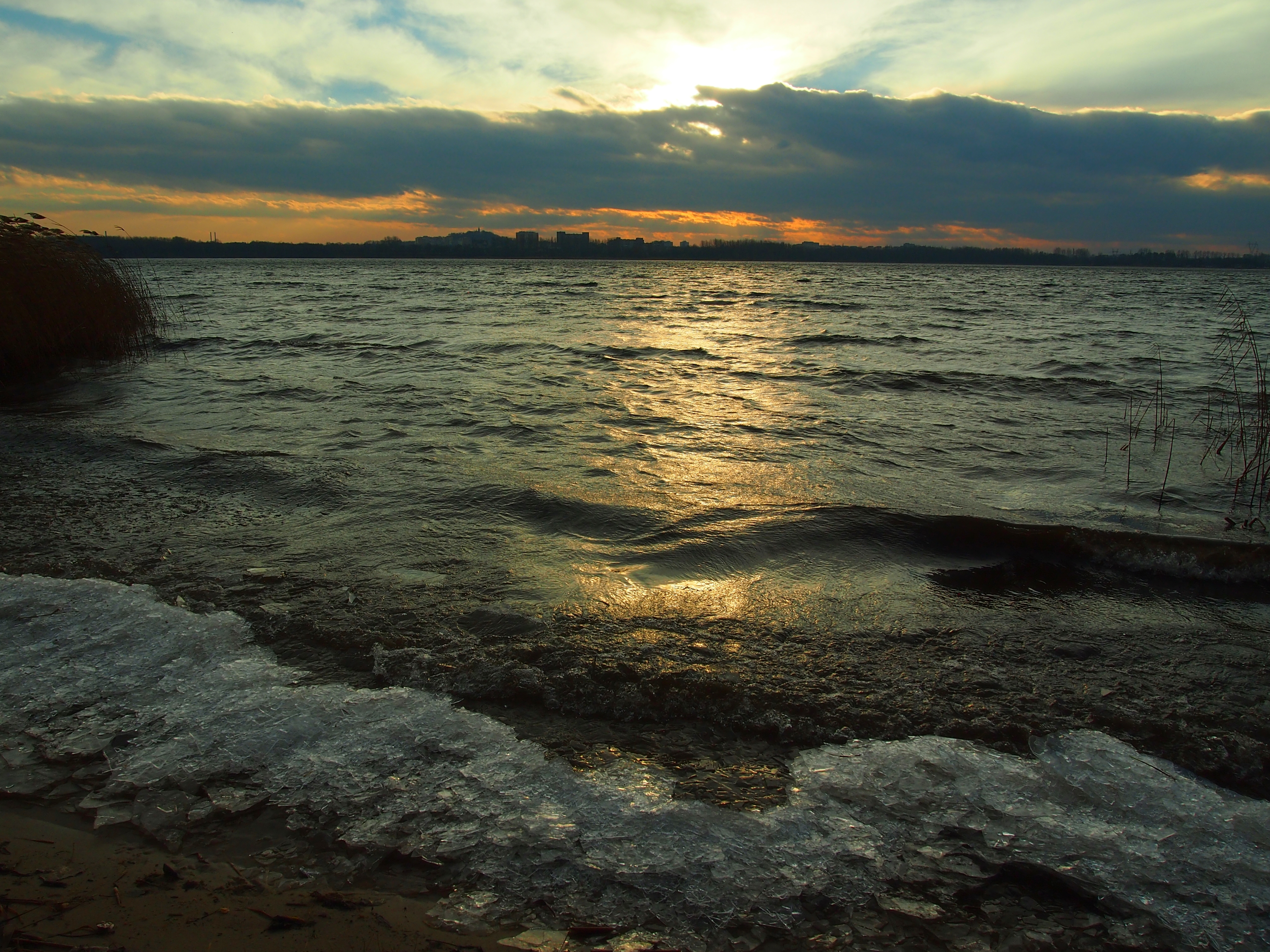
Pogoria III zimą
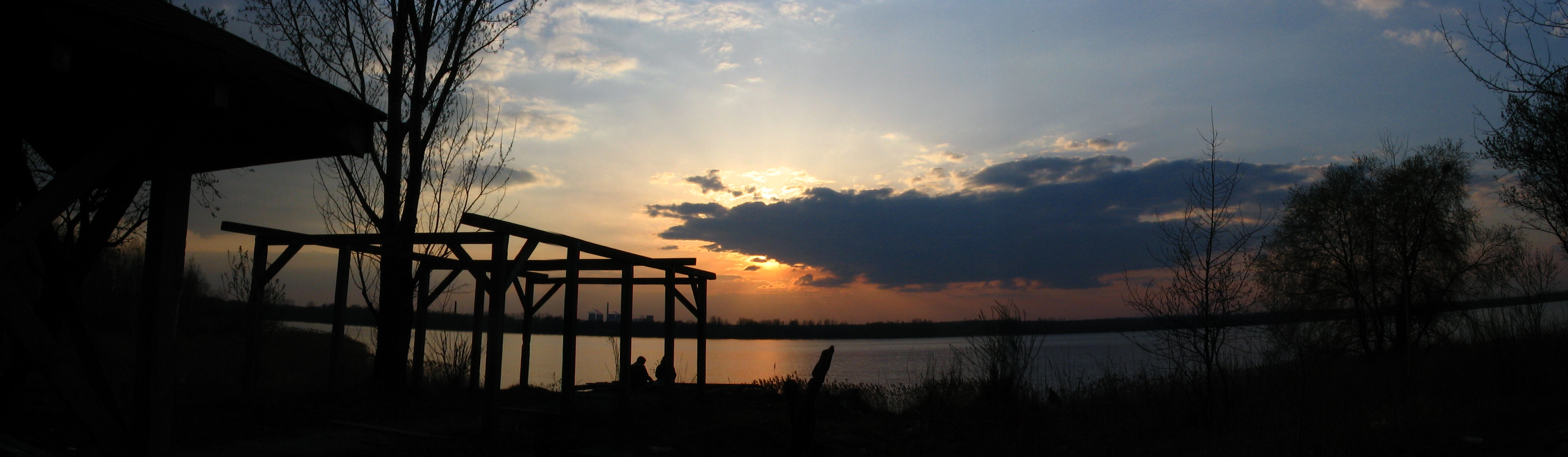
Pogoria III, panorama
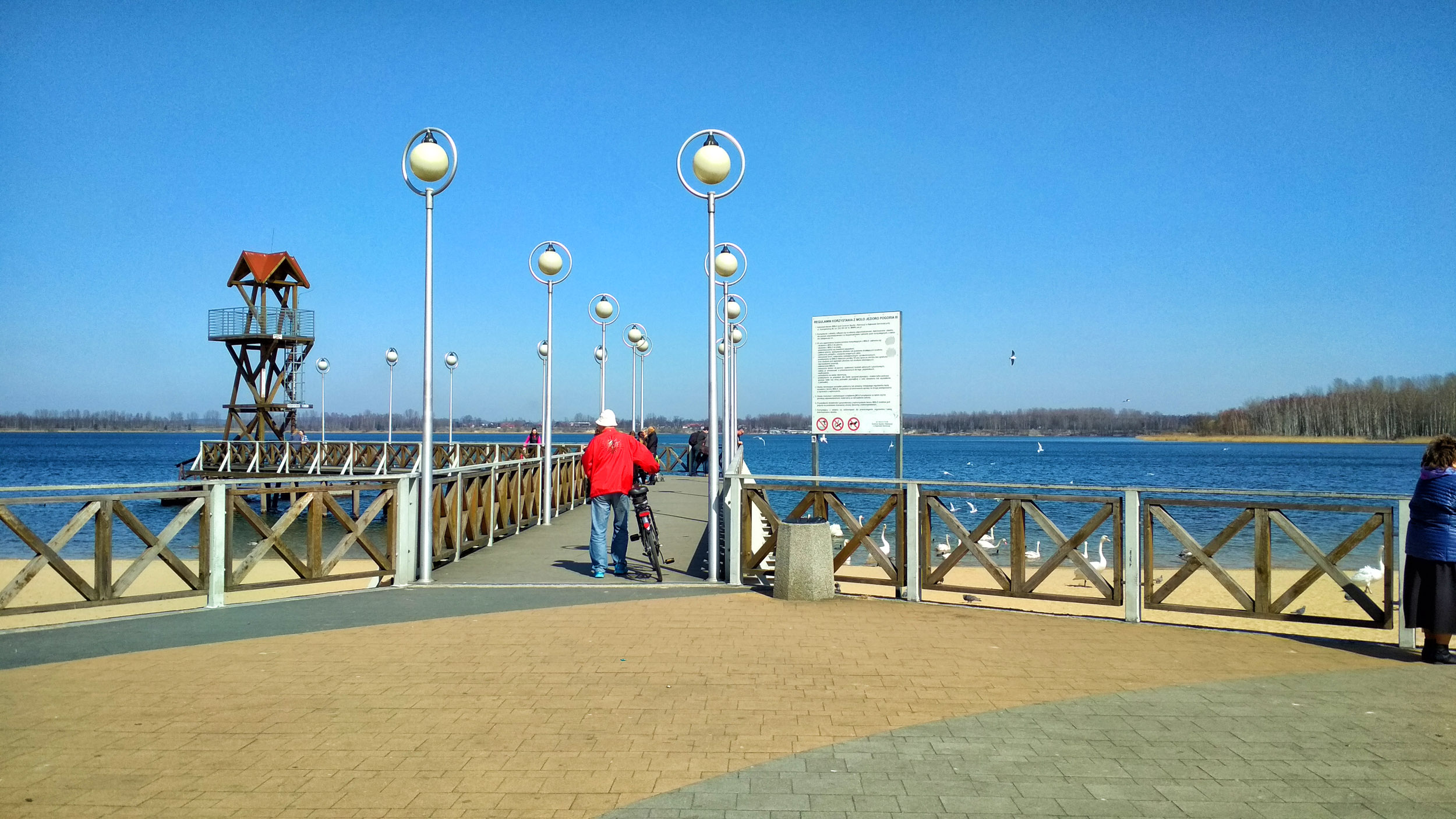
Pogoria III – molo